# Еозинофилен гранулоцит
Еозинофилен гранулоцит или Еозинофили са гранулоцити, произхождащи от миелоидния предшественик в костния мозък. Клинично се свързва с алергичните прояви и хелминтни паразитози. Еозинофилите могат да бъдат разпознати под светлинен микроскоп, по ядрото си състоящо се от два сегмента и характерните еозинофилни еднакви по големина гранули. Под електронен микроскоп гранулите съдържат плътна кристалоидна сърцевина, обградена от аморфен матрикс.

## Разпределение в тъканите
Докато в периферната кръв нормалният брой на еозинофилите е 1 – 4 % (до 450 клетки на mm3), техния брой в тъканите е 100 до 300 пъти по-голям, даващо основание да се приема, че еозинофилът е повече тъканна клетка. Образуването на еозинофили в костния мозък е зависимо в началните стадии от гранулоцит-моноцитния колонии стимулиращ фактор и IL-3, а по-късно и от IL-5, който е специфичен еозинофилен растежен фактор. Животът на еозинофилите е сравнително кратък – 3 до 6 дни в костния мозък, полуживот в циркулацията – от 6 до 12 часа и няколко дни в съединителната тъкан.

## Медиатори
Преформираните медиатори се складират в еозинофилните гранули и са 5 на брой:
1. ECP (еозинофилен катионен протеин) – токсичен за хелминти и бронхиалния епител, хистаминолибератор, активира фибробластите в бронхиалната лигавица, скъсява коагулационното време;
2. EPO (еозинофилна пероксидаза) – цитолиза на туморни клетки и микроорганизми чрез Н202 и халид, дегранулация на мастоцитите;
3. EPX/EDN (еозинофилен протеин Х еозинофилен невротоксин) – невротоксин;
4. MBP (главен алкален протеин) – токсичен за хелминти и ресничестия бронхиален епител, дегранулира мастоцити и базофили, контрахира бронхиалната гладка мускулатура, стимулира пролиферацията на фибробластите, свързва ДНК и неутрализира хепарина, стимулира образуването на супероксидни аниони от неутрофилите;
5. CLC (протеин на Шарко-Лайделовите кристали) – лизофосфолипаза;

Освен описаните специфични гранули, еозинофилите притежават и по-малки гранули, съдържащи арилсулфатаза В и фосфатаза. Еозинофилите отделят и хистаминаза. Към непреформираните медиатори спадат произвежданите от еозинофилите цитоини гранулоцит-моноцитния колонии стимулиращ фактор и IL-3, факт който беше установен. Наред с това еозинофилите синтезиран редица липидни медиатори на възпалението, което ги прави основна провъзпалителна клетка: PGE 2, LTC 4 и PAF. Последните два са мощни спазмогенни агенти, PAF е мощен химиотаксичен сигнал за самите еозинофили и неутрофили. Другото важно откритие от последните години е, че еозинофилите образуват в еднаква степен с неутрофилните гранулоцитикислородни токсични метаболити, като водороден прекис, супероксиден анион и свободен хидроксилен радикал.

## Функция на еозинофилите
Въпреки че е доказана фагоцитоза in vitro от еозинофили, вероятно in vivo тя няма съществено значение. Приема се, че основният механизъм, по които еозинофилите осъществяват провъзпалителното си действие е: свързване на клетката с рецепторите за комплемента с покритите IgE и IgG или комплемент антигени (механизъм подобен на опсонизацията при неутрофилите) ---→ активиране на еозинофилите ---→ екстрацелуларна дегранулация ---→ токсичен ефект за чуждия агент, но и увреждане на собствената тъкан. Това се наблюдава спрямо много хелминти – трихинели, шистозома, фасциола. Токсичният ефект върху собствената тъкан се наблюдава напр. при бронхиална астма, където отделеният главен алкален протеин, предизвиква дистрофия и некроза на респираторния епител.